# 細川隆弘
細川 隆弘（ほそかわ　たかひろ、1967年4月1日 - ）は、日本の元ラグビー選手。

## プロフィール
- 京都府京都市出身。
- ポジションはフルバック(FB)及びセンター(CTB)。
- 日本代表通算キャップ数は10。
- 元日本代表監督の平尾誠二とは従兄弟の関係にある。

## 来歴
伏見工業高校時代に主将として、全国高等学校ラグビーフットボール大会に出場。高校日本代表に選ばれた。その後、同志社大学に進む。
1989年、神戸製鋼に加入。1年目よりレギュラーとなり、神戸製鋼の日本選手権及び全国社会人ラグビーフットボール大会（以下、全国社会人大会）の2連覇に貢献。また、同チームのプレイスキッカーも担当。
1990年、ワールドカップのアジア・太平洋予選となったトンガ代表戦が、日本代表としての初キャップ試合となった。そして日本代表でもプレイスキッカーを務めることになった。
1991年1月8日、三洋電機と対戦した全国社会人大会決勝（秩父宮ラグビー場）で神戸製鋼は大苦戦を強いられたが、ノーサイド直前までノートライながらも、当人が4つのペナルティゴールを決めていたおかげで、12-16と1トライ差まで肉薄していた。そしてロスタイムの終盤に入り、イアン・ウィリアムスが50メートルを独走してトライ。そして当人が真正面のゴールキックを決め、神戸製鋼は奇跡ともいえる、全国社会人大会3連覇を達成。続く日本選手権でも3連覇を達成した。なお、当人はその後、6連覇まで全国社会人大会及び日本選手権のメンバーとして名を連ねた。また、1991年のワールドカップでは、日本のキックにおける全得点をもたらした。
1994年、前任者の大西一平の後を受け、神戸製鋼の主将に就任。しかし、近鉄花園ラグビー場で行われた全国社会人大会1回戦の対リコー戦でアキレス腱を断裂し、これが影響して選手寿命を縮めた。